# 도 (시호)
도(悼)는 시호에 쓰이는 글자다. 《일주서》 〈시법해〉에는 연중조요(年中早夭), 공구종처(恐懼從處)를 일컫는다 한다.

## 도황제
- 주자랑

## 도왕
- 동주 도왕
- 초 도왕

## 도공
- 감 도공
- 기 도공
- 노 도공
- 등 도공
- 송 도공
- 연 도공
- 위 도공
- 정 도공
- 제 도공
- 조 도공
- 주 도공
- 진 도공
- 진 도공
- 허 도공

## 도후
- 채 도후
- 전한 분음도후 주창
- 조위 창릉도후 하후상

## 도자
- 계도자 계손흘
- 석도자 석악
- 영도자 영희
- 위도자
- 전도자
- 지도자 지영
- 태숙도자 태숙제
- 한도자 한수

## 도태자
- 진 도태자 언사
- 진 도태자